# Mission héliographique

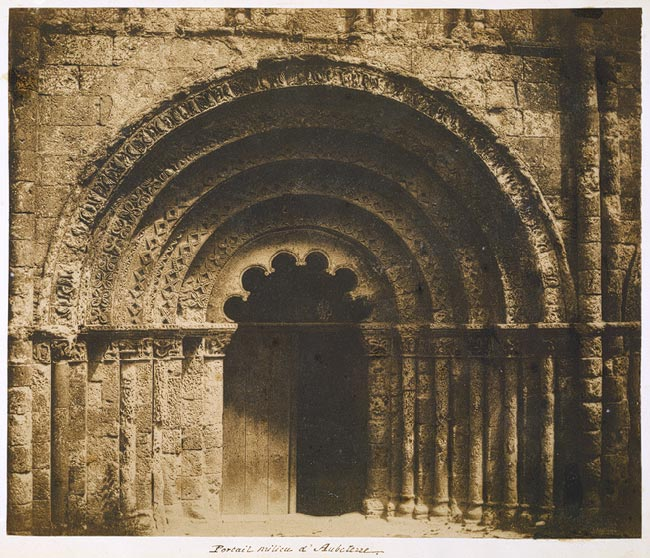
Gustave Le Gray: Portál kostela v Aubeterre, 1851

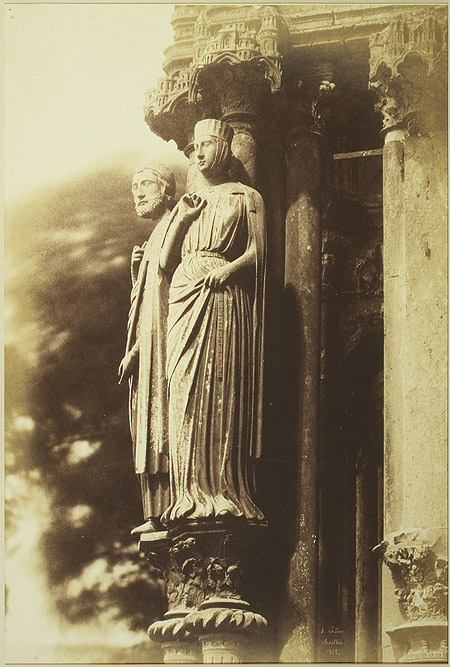
Henri Le Secq: Socha z Chartres

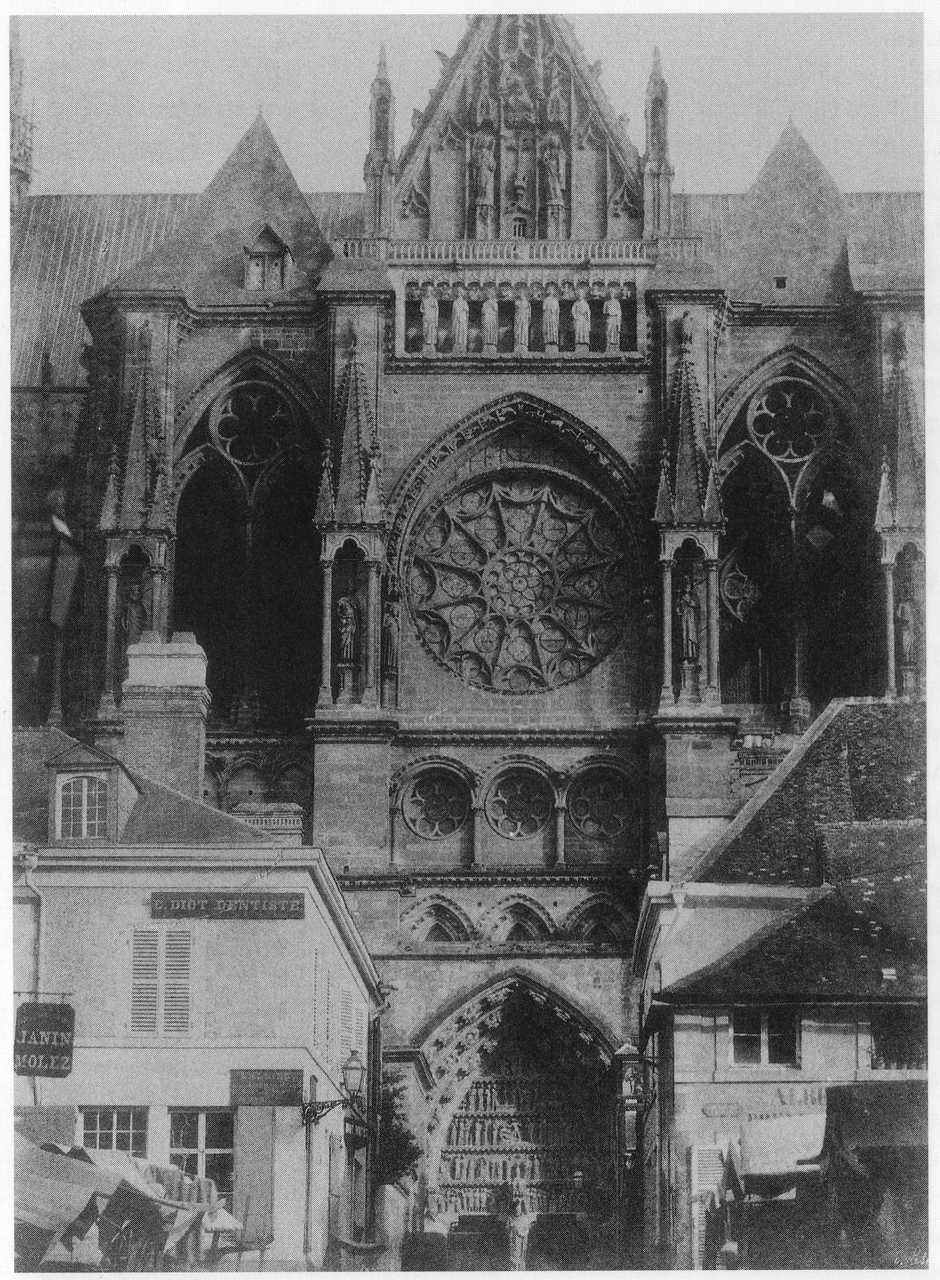
Le Secq: Katedrála v Remeši, 1851

Mission héliographique nebo Missions Héliographiques je pojmenování mise, kterou v roce 1851 vyhlásila francouzská vládní organizace Commission des Monuments historiques (Úřad historických památek). Úkolem mise byla fotografická dokumentace architektonických památek ve Francii, především významné historické a kulturní pamětihodnosti podléhající ochraně a zahrnuté do Monument historique. Členové skupiny se skládali z fotografů: Gustave Le Gray, Auguste Mestral, Édouard Baldus, Hippolyte Bayard a Henri Le Secq. Fotografové měli zdokumentovat historické budovy, mosty a památky, z nichž mnohé byly zbourány, aby uvolnily cestu pro velké pařížské bulváry, které nechal postavit na příkaz Napoleona III. prefekt Baron Georges-Eugène Haussmann.

## Historie
Commission des Monuments historiques byla státní instituce zřízená roku 1837, mnoho let pod vedením Prospera Mérimého, jejímž cílem bylo obnovení historických památek. Instituce ustanovila skupinu pěti fotografů, dnes běžně nazývaných Mission Héliographique, ale pravděpodobně je to její sekundární jméno.Ve své době byla pravděpodobně nazývána jako missions photographiques, missions pour dessins photographiques nebo commande de la Commission des monuments historiques.
Skupina vznikla již 12 let po oznámení vynálezu fotografie Louise Jacqua Daguerra. Při veřejné prezentaci Daguerrova vynálezu v červenci 1839 poukázal François Arago na užitečnost fotografie při dokumentaci. Poznamenal, že kdyby byla fotografie známá dříve, mohla ušetřit hodně času expedicím v Egyptě, protože by nahradila práci mnoha kreslířů, kteří dokumentovali milióny hieroglyfů. Právě pro účel dokumentace využila fotografii také Commission de monuments historiques, která prováděla práce po celé Francii.
Dne 10. ledna 1851 vybrala Komise jako prvního člena týmu Henriho Le Secqa; 17. ledna se k němu připojili Mestral a Baldus, 9. května Le Gray a pátým členem se stal Bayard. Ten byl již tehdy uznávaným fotografem, ostatní stáli pouze na prahu své kariéry. Všichni, kromě Mestrala, byli umělci – což se ukázalo být velmi důležité. Všech pět patřilo k zakládajícím členům, když v lednu 1851 vznikla v Paříži společnost Société héliographique, která sdružovala desítky fotografů, spisovatelů a vědců, kteří chtěli podporovat fotografii. Sdružení vydávalo týdeník La Lumiere.
Dne 29. června se na stránkách La Lumiere objevila zpráva, ve které se mimo jiné psalo:
Pět členů Société héliographique – pánové Bayard, Le Secq, Mestral, Baldus a Le Gray dostali od Commission des Monuments historiques pro Francii důležitý úkol. Ten spočívá ve fotografické dokumentaci našich nejkrásnějších historických památek, kterým hrozí zničení a které vyžadují okamžitou opravu.
Auguste Mestral fotografoval zpočátku na jihozápadě Francie v Bordeaux a Perpignanu. Společně s Le Grayem fotografovali v Loire Valley, Issoire, Poitiers, Périgueux, Angoulême, Bordeaux, Moissac, Toulouse, Carcassonne a Pyrénées-Orientales.

## Inspirace
Tento program inspiroval mnoho dalších, jako jsou například Inventaire général du patrimoine culturel, Mission photographique de la DATAR nebo Farm Security Administration.

## Galerie

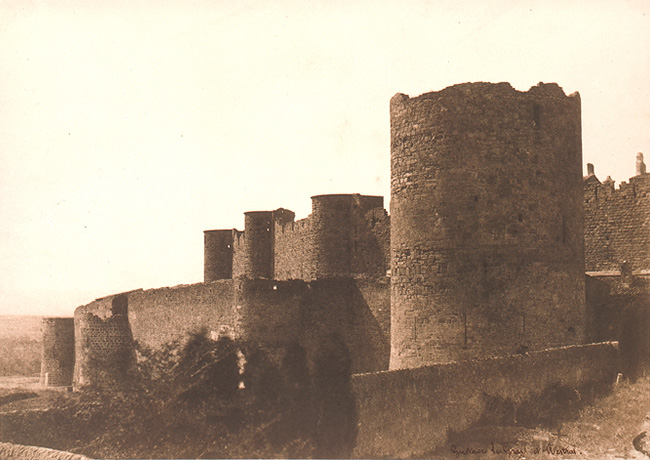
Le Gray, Mestral, Mury Carcassonne, 1851
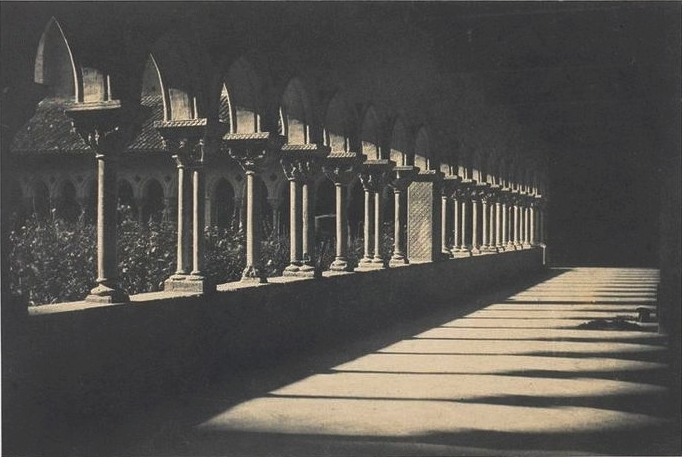
Le Gray, Mestral, Klášter Moissac, 1851
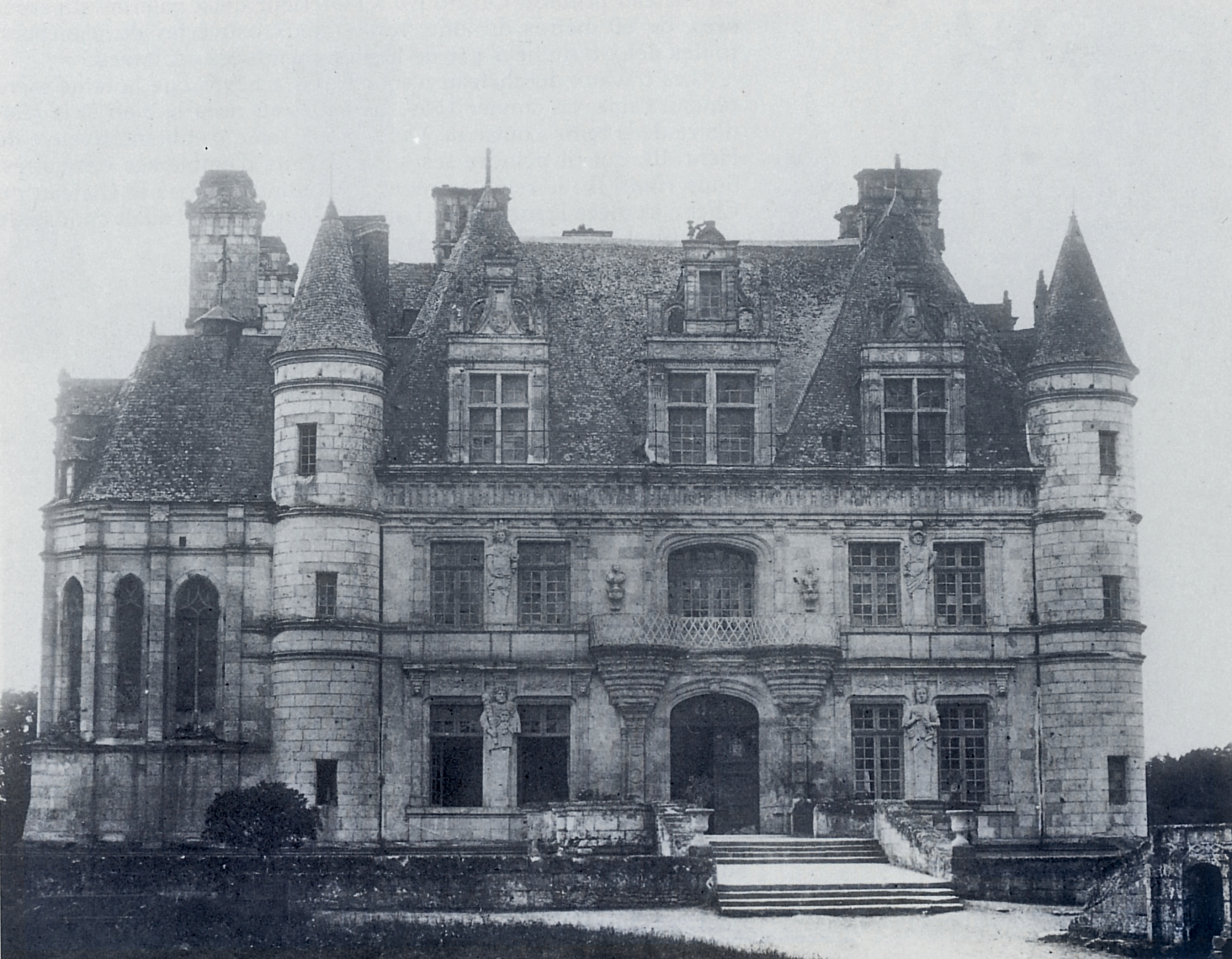
Le Gray, Mestral, Zámek Chenonceau, 1851